# Drepanophora verrucosa
Drepanophora verrucosa är en mossdjursart som beskrevs av Winston och Heimberg 1986. Drepanophora verrucosa ingår i släktet Drepanophora och familjen Lepraliellidae. Inga underarter finns listade i Catalogue of Life.